# Augy-sur-Aubois
Augy-sur-Aubois é uma comuna francesa na região administrativa do Centro, no departamento Cher. Estende-se por uma área de 29,42 km². Em 2010 a comuna tinha 292 habitantes (densidade: 9,9 hab./km²).